# 중간뇌
중간뇌(midbrain 또는 mesencephalon) 또는 중뇌(中腦)는 뇌줄기 아래쪽 부위와 사이뇌 사이의 비교적 작은 지역으로 비의식적인 반사운동의 중추로 뇌간(brainstem)의 일부로서 주로 안구 운동, 홍채 조절의 역할을 한다. 또한 중뇌에는 상구와 하구로 나눌 수 있는 사구체 부위가 있는데 각각의 기능은 차이를 보인다. 상구는 주로 시각에 관여하는 부분이다. 특히 빠르게 공간을 이동하고 탐색해야하는 공중에 체류하는 시간이 많은 조류에서는 이 상구 부분이 시각의 많은 정보 처리를 담당하지만 이에 비해서는 육지의 평면 공간에 머무르는 인간 같은 포유류에서는 상대적으로 시각의 반사 작용등 정보처리 양이 적은 것으로 알려져있다. 눈에 빛이 들어왔을 때 동공을 수축하거나 수정체의 두께를 조절하여 초점을 맞추는 작용등 안구의 운동과 홍채 조절의 역할 등이 여기에 관계한다. 하구는 주로 청각에 관여하여, 귀에서 들어온 신호는 여기를 한 번 거쳐 대뇌로 향하게 된다. 대뇌각, 흑질, 적핵 등의 구조는 소뇌와 함께 운동에 관련된 신호를 대뇌에서 척수로 전달하는 역할을 맡고 있다.

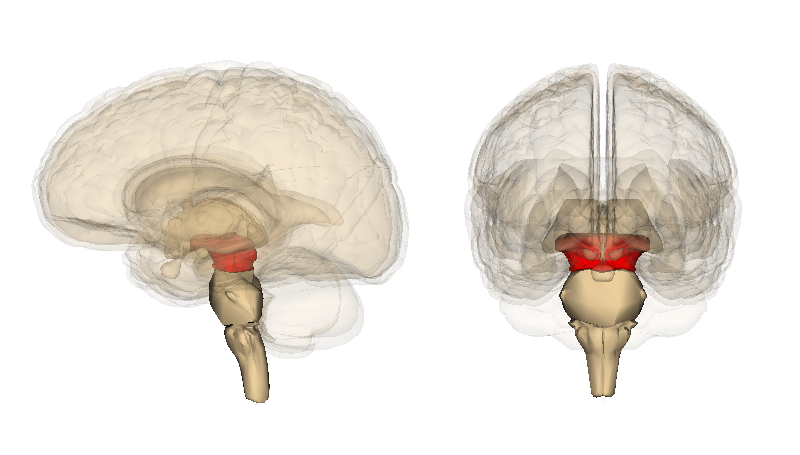
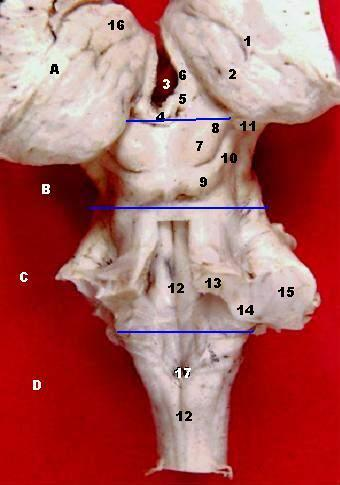

## 외형

### 뒤판
뒤판(tegmentum, 피개)
중뇌의 복측부.
중뇌의 복측부 즉 앞면에는 대뇌각과 교(다리뇌) 그리고 대뇌에 의해 둘러 쌓여져있는데 대뇌각 안쪽에서는 동안신경이 나오며 대뇌각 외측으로는 활차신경이 나온다.
뇌하수체부근의 바닥앞뇌(basal fore-brain)와 연결되는 회백융기 그리고 유두체와의 연결부위가 존재한다.

### 덮개
덮개(tectum, 개(蓋)) 또는 중간뇌 덮개(tectum of midbrain, 중뇌개(中腦蓋))
중뇌 배측부, 사구체(四丘體,상구2개 및 하구2개) 소유, 시상상부와 송과체 방향.
중뇌 배측부에는 즉 뒷면 및 윗쪽에는 상구 하구가 존재하며 이들 사이에 수평선과 수직선상에 십자 모양 홈(groove)이 뇌척수액 제4실과 연결된다.

### 위둔덕
위둔덕 (superior colliculus, 상구)
위둔덕은 피질하시각중추를 구성한다. 시색을 통한 시각정보를 시상후부의 외측슬장체에 중계하고 다시 이 시각정보는 후두엽의 시각중추피질에 전달된다.
그리고 이선에서 동안시경핵과 부핵즉 야쿠보비치 핵이 존재한다.

### 아래둔덕
아래둔덕 (inferior colliculus, 하구)
아래둔덕은 피질하청각중추를 구성한다. 청각신경로를 따라온 정보는 하구를 거쳐 시상후부의 내측즐장체에 들어가고 이 청각정보는 측두엽의 청각중추피질에 전달된다.
그리고 이선에서 활차신경핵이 존재한다.

## 내형
중뇌의 안쪽 형태는 대강 이와 같다.

### 중뇌수도
중뇌 내부 중앙에 중뇌수도가 존재하여 제3뇌실과 제4뇌실을 연락시킨다.

### 흑질
흑질(Substantia nigra)은 중뇌 내부에 존재하는 검은색 물질<멜라닌 함유>이라는 뜻으로 저작근과 손가락 근육을 조절하며 여기에서 도파민이 생성되는데 이곳이 손상을 입거나 하여 도파민 생성이 저하되거나 아예 되지 않으면 손가락을 떨게 되는데 이것이 파킨슨병이다.

### 청색반점
청반 또는 청색반점 - 넷째 뇌실 바닥에서 가장 위쪽의 가쪽에 파랗게 보이는 부분. 이곳의 신경 세포는 멜라닌 색소를 포함한다.

### 적핵
적핵(Red nucleus)이라는 철(Fe)성분함유의 혈관이 모인 붉은색 핵이 있는데 이는 불수의 운동을 조절하며 특히 굴곡근의 긴장을 증가시키고 신전근의 긴장을 완화시킨다.

### 중심회백질
중심회색질(中心灰色質)- 중간뇌 수도관 주위의 회색질.

### 내측모대
신경교차의 장소로서 척수피질로인 후색로의 첫 번째 뉴론이 연수 박속핵과 즐장속핵에서 끝나는 동시에 두 번째 이 이곳에서 시작되는데 이 두번때 뉴런이 연수수준에서 내측모대를 통하여 신경교차를 이룬다.

### 동안신경핵,부핵<야쿠보비치핵>
동안신경핵과 야쿠보비치핵은 동안신경과 관련된 핵이다. 이는 위둔덕 수준의 부분에 존재한다.

### 활차신경핵
활차신경핵은 활차신경과 관련된 핵이다. 이는 아래둔덕 수준의 부분에 존재한다.

## 뇌간
중뇌는 후뇌와 함께 뇌간을 이루며 망상체 활성화 시스템의 주요한 영역이다.

## 같이 보기
- 뇌
- 앞뇌 (forebrain, prosencephalon, 전뇌)

- 끝뇌 (telencephalon, 종뇌)
- 사이뇌 (diencephalon, 간뇌)

- 중간뇌 (midbrain, mesencephalon, 중뇌)
- 마름뇌 (hindbrain, rhombencephalon, 후뇌)

- 뒤뇌 (metencephalon)

- 다리뇌 (pons)
- 소뇌 (cerebellum)

- 마이엘렌세팔론 (myelencephalon, medulla oblongata, 숨뇌)

- 덮개앞구역 (pretectal area, pretectum)